# 七海薫子
七海 薫子（ななみ かおるこ、本名：小谷口 薫〈こたにぐち かおる〉、1982年3月6日 - ）は、大阪府大阪市出身の女優、フリーアナウンサー。小谷口 薫としてセント・フォース、現在はK's倶楽部に所属。身長155cm、体重42kg、O型。武庫川女子大学文学部英語文化学科卒業。

## 人物
- 和歌山県西牟婁郡すさみ町生まれ、大阪府大阪市出身[2]。
- 趣味は日本酒、映画鑑賞。特技は朗読、歌、MC[3]。
- 和歌山県和歌山市で、祭りやイベントを通して市内の活性化に取り組んでいる[4][5]。

## 出演

### テレビドラマ
- お江戸吉原事件帖 第3話（2007年11月9日、テレビ東京） - 小笹 役
- フェイク 京都美術事件絵巻 最終回（2011年2月8日、NHK） - 葛城澪 役
- 水戸黄門第43部 第1話「家族おもいの武士魂-江戸-」（2011年7月4日） - さち 役
- 連続テレビ小説（NHK）
  - カーネーション 第113話（2012年2月16日）
  - 純と愛 第118話（2013年2月20日） - 介護士 役
  - あさが来た 23話・104話・116話（2015年10月23日・2016年2月2日・16日） - 後藤の妻 役
  - べっぴんさん 第132話（2017年3月10日） - 女性客 役
  - おちょやん　第12話（2020年12月15日） - 芸者 役
- 捜査地図の女 第4話（2012年11月15日、テレビ朝日） - 土屋恵里花 役
- 妻は、くノ一 第2話（2013年4月12日、NHK BSプレミアム） - おみつの母親 役
- 京都地検の女 第9シリーズ 第2話（2013年7月25日、テレビ朝日） - 中野扶美子 役
- 特捜最前線2013（2013年9月29日、テレビ朝日） - 観光ガイド風の女 役
- 月曜ゴールデン 狩矢警部シリーズ13 「京都人形浄瑠璃殺人事件」（2014年3月3日、TBS） - 証言する看護師 役
- 土曜ワイド劇場 狩矢父娘シリーズ16 「京都・嵐山〜鵜飼い殺人事件!」（2014年8月30日、テレビ朝日）
- 出入禁止の女〜事件記者クロガネ〜 最終回（2015年2月26日、テレビ朝日） - 西田更紗 役
- 土曜ワイド劇場 狩矢父娘シリーズ17 「京都・開運ツアー殺人事件!」（2016年1月30日、テレビ朝日） - 永崎未紗 役
- 実録ドラマスペシャル 女の犯罪ミステリー 福田和子 整形逃亡15年（2016年3月17日、テレビ朝日） - 和子を特集した番組のアシスタント 役
- 人間の証明（2017年4月2日、テレビ朝日） - 記者 役
- 連続ドラマW「宮沢賢治の食卓」第3話（2017年7月1日、WOWOW） - 遠藤の妻 役
- 黒書院の六兵衛（2018年7月22日 - 、WOWOW） - 天璋院付き奥女中 役
- 科捜研の女
  - （2018年） - 上杉由莉奈 役
  - （2019年） - 今田千穂
- やじ×きた 元祖・東海道中膝栗毛（2019年） - お幽の母 役
- 日曜プライム 「遺留捜査 SP10」（2020年） - 藤千夜
- 小吉の女房2 第4話（2021年4月23日、NHK BSプレミアム）
- IP〜サイバー捜査班 第6話（2021年8月19日、テレビ朝日） - 稲本瑞穂 役

### 映画
- 戦国女子高生 千代姫戦鬼（2004年、中野広之監督） - 菅原乙女 役
- 影の交渉人 ナニワ人情列伝（2009年、萩庭貞明監督） - アヤカ 役
- あかり（2012年、若手映画作家育成プロジェクト、谷本佳織監督） - 主演・吉野環 役
- 紀州騎士（2021年、紀の国わかやま文化祭2021、中野広之監督）主演・角長さやか役[6]

### バラエティ・情報番組
- Ole!アルディージャ（2005年3月 - 2006年3月、テレビ埼玉）※アシスタントキャスター
- お笑いワイドショー マルコポロリ！（2010年、関西テレビ）再現ドラマ
- ビーバップ!ハイヒール（2011年、ABC）再現ドラマ - ナナ 役
- 歴史秘話ヒストリア 「わたしが愛した光源氏」（2011年、NHK） - 紫の上 役
- 秘湯名湯グルメ党！特選にっぽん味巡り！（2013年5月3日、ABC） - リポーター
- ハピくるっ!”実録！オンナの○○事件簿”＜監視夫の恐るべき秘密＞（2015年3月23日、関西テレビ） - 主演・西脇沙代 役
- ごきげんライフスタイル よ〜いドン! - 再現ドラマ（不定期）
- サタデープラス（2016年11月12日、MBS） - 再現ドラマ
- 水野美紀の魔法のレストラン「クイズ！得する食べ方損するマナー」（2017年〜2018年、MBS) VTRモデル
- モモコのOH！ソレ！み〜よ！「我が家の確執戦争」（2020年10月31日、12月12日、関西テレビ）VTR主演
- 逆転人生「ネット中傷・絶望からの生還　スマホで心病んだ女性の逆転劇」（2021年6月21日、NHK）VTR主演

### 舞台
- 舟木一夫特別公演「銭形平次〜蛍火の女〜」（2011年8月5日 - 24日、新歌舞伎座） - お玉 役

### CM
- サカイ引越センター
- チャペルグリーンベル（結婚式場）
- 東建コーポレーション ホームメイト
- 永田工務店
- アサヒペン 屋根用遮熱塗料
- 四国ろうきん
- 仕事香川（求人情報）
- ケイコーポレーション（外食産業）
- グロップ（人材派遣）
- 小林製薬 ガスピタン
- 広島ガス 生活者の声・エネファーム篇（2014年）
- 保険テラス
- UniLife（学生マンション賃貸）
- 白鶴酒造 山田錦・大吟醸（いろんなお店で篇）
- 京都新聞 (2016年～）
- ザ・ミリカシティ（2016年）
- ネスカフェ　ゴールドブレンドハンディアイスクレマサーバー（2018年）
- 日革研究所　ダニ捕りロボ（2020年）
- JA共済連香川×すみっコぐらし（2021年）
- 広島銀行（2022年）

### その他
- エイチ・アイ・エス旅ナビ - webナビゲーター
- ラウンドワンHOW TO 遊び方ムービー - ナビゲーター